# Tällberg
Tällberg es una localidad de Suecia situada en el municipio de Leksand, provincia de Dalarna, que en 2005 tenía 205 habitantes.

## Personalidades
Anita Björk, actriz sueca de cine, teatro y televisión (1923-2012).